# 호가정
호가정(浩歌亭)은 광주광역시 광산구 본덕동에 있는 조선시대의 건축물이다. 1990년 11월 15일 광주광역시의 문화재자료 제14호로 지정되었다.

## 개요
호가정은 조선시대에 설강 유사(1502∼1571)가 지은 정자로, 호가정이라는 이름은 중국 송나라 소강절이 말한 '호가지의'에서 따온 것이다.
명종 13년(1558)에 처음 세웠으나, 임진왜란과 정유재란 때 불타 없어지고 고종 8년(1871)에 다시 지었다. 그 뒤 1932년과 1956년에 고쳐 지었다.
설강은 중종·명종대의 인물로 여러 관직을 지냈으나, 다른 관료의 모함으로 벼슬을 물러나 고향으로 돌아왔다. 그는 당시 이름 높은 유학자들과 교우하였으며, 후대 사람들이 그의 시를 즐겨 읊었다. 죽은 뒤 광주 경렬사에 신위를 모셨으며, 그의 글로는 『설강유고집』과 『위친필봉제축유서』가 전하고 있다.
정자는 앞면 3칸·옆면 3칸으로 이루어져 있으며, 지붕은 옆면에서 볼 때 여덟 팔(八)자 모양인 팔작지붕이다.
정자 안쪽에는 ‘호가정’이라 새긴 현판을 비롯하여 여러 사람들이 새겨 놓은 편액들이 걸려 있다.

## 참고 자료
- 호가정 - 국가유산청 국가유산포털